# پادشاه ته وونیی
ده وون یی (به هانگول: 대원의)، (حکومت: ۷۹۳) (مرگ: ۷۹۳) چهارمین پادشاه بالهایی بود.

## پیش زمینه
ده وون یی پسر فرمانروا مو دومین پادشاه بالهایی و برادر شاه قبل بالهایی پادشاه مون بود. هنگامی که پسر پادشاه مون، دائه گونگ ریم فوت کرد، وون یی به عنوان پادشاه بعدی انتخاب شد.

## مرگ
در سال ۷۹۳ او توسط وزیرانش کشته شد. پس از آن پسر گونگ ریم به عنوان پادشاه سونگ بر تخت نشست.